# Love Complex
Love Complex è un dorama stagionale autunnale in 11 puntate di Fuji TV mandato in onda nel 2000.
Qualcuno ha trafugato un'ingente somma di denaro all'interno della ditta: i sospetti si addensano immediatamente sopra le sette bellissime segretarie della società. Ognuna di loro può aver avuto la possibilità di compiere l'atto criminoso; all'azienda non rimane altro da fare che assumere due investigatori.
Riusciranno questi a sbrogliar l'intricata matassa? Ma soprattutto: ce la faranno ad incastrar la colpevole senza lasciarsi al contempo coinvolgere sentimentalmente con le sette meravigliose segretarie?